# Louis Thurstone
Louis Leon Thurstone (29 maja 1887 - 30 września 1955) – amerykański psycholog, pionier psychometrii oraz psychofizyki. Rozwinął metodę analizy czynnikowej w psychologii. Badał strukturę inteligencji oraz postaw. Stworzył skalę do pomiaru postaw nazwaną od jego nazwiska skalą Thurstone'a. Jest autorem pracy Multiple Factor Analysis.

## Życie
Thurstone ukończył studia inżynierskie w 1912 roku na Cornell University. Przez krótki okres zajmował się naukami ścisłymi, jednak zdecydował się poświęcić psychologii. Doktorat z psychologii zdobył w 1917 roku na Uniwersytecie w Chicago. Na uczelni tej pracował też przez większość swojej kariery zawodowej, tam też założył laboratorium psychometryczne.